# Nils Edén
Nils Edén (ur. 25 sierpnia 1871 w Piteå, zm. 16 czerwca 1945 w Sztokholmie) – szwedzki profesor historii, polityk, członek Riksdagu w latach 1909–1924, przewodniczący Liberalnej Partii Koalicyjnej i premier Szwecji w latach 1917–1920, gubernator regionu Sztokholm w latach 1920–1938.